# Nachtbackverbot
Als Nachtbackverbot wurde eine gesetzliche Bestimmung bekannt, welche die Arbeit in Bäckereien und Konditoreien zu bestimmten Nachtzeiten untersagte.

## Deutschland

### Regelungen bis 1945
Das Nachtbackverbot in der Bundesrepublik Deutschland geht zurück auf die Bekanntmachung über die Bereitung von Backwaren des Bundesrates vom 5. Januar 1915, in der es in § 9 hieß: „Alle Arbeiten, die zur Bereitung von Backwaren dienen, sind in Bäckereien und Konditoreien, auch wenn diese nur einen Nebenbetrieb darstellen, in der Zeit von 7 Uhr abends bis 7 Uhr morgens verboten.“ Diese Bestimmung war zunächst ernährungswirtschaftlich begründet, sie sollte die Herstellung von Backwaren vermindern und damit die Getreidevorräte strecken. Die Regelung wurde dann auch in die Verordnung der Volksbeauftragten über die Arbeitszeit in Bäckereien und Konditoreien vom 23. November 1918 (Reichsgesetzblatt (RGBl.) S. 1329) übernommen. Entsprechend den damaligen sozialpolitischen Veränderungen wurde hiermit auch der Achtstundentag eingeführt. Die in Bäckereien Beschäftigten sollten so vor Arbeitszeitüberschreitung und gesundheitsschädlicher Nachtarbeit geschützt werden.
Auch später wurde das Nachtbackverbot vorwiegend aus sozialpolitischen Gründen beibehalten (vgl. Gesetz vom 16. Juli 1927 [RGBl. I S. 183]; VO des Reichspräsidenten vom 5. Juni 1931 [RGBl. I S. 279 [298]]; Gesetz vom 26. März 1934 [RGBl. I S. 245]; Gesetz vom 26. September 1934 [RGBl. I S. 859]).
Die Änderungen nach 1918 bezogen sich vor allem auf den Beginn der Arbeitszeit (Wechsel zwischen 6 Uhr und 4 Uhr). Schließlich wurde im Gesetz über die Arbeitszeit in Bäckereien und Konditoreien (kurz: BAZG) vom 29. Juni 1936 (RGBl. I S. 521) – das in der Fassung der Verordnung vom 30. April 1938 (RGBl. I S. 446) auch für die Bundesrepublik Deutschland weiter galt – ein Kompromiss verankert, der den Arbeitsbeginn „unter Zurückstellung erheblicher sozialpolitischer Bedenken“ auf 4 Uhr festlegte, um den Wünschen der Bevölkerung nach frischen Backwaren und den Forderungen des Backgewerbes nach einer Verlängerung der Zeitspanne zwischen Arbeitsbeginn und Auslieferungsbeginn Rechnung zu tragen (vgl. Begründung zum BAZG vom 29. Juni 1936 im Deutschen Reichsanzeiger und Preußischen Staatsanzeiger 1936 Nr. 150, S. 1, und teilweise schon in der Amtl. Begründung zum Gesetz vom 26. September 1934 im RArbBl. 1934 I S. 238).

### Bundesrepublik Deutschland bis 1990
Die zuletzt geltenden Regelungen zum Nachtbackverbot basieren auf dem vom Deutschen Bundestag verabschiedeten Gesetz zur Änderung des Gesetzes über die Arbeitszeit in Bäckereien und Konditoreien vom 23. Juli 1969 (BGBl. I S. 937). In den §§ 5 und 7 dieses Gesetzes war festgelegt, dass in Räumen, welche der Herstellung von Brot, Brötchen und Kleingebäck dienen, in der Zeit von 22:00 Uhr bis 4:00 Uhr jegliche Tätigkeit verboten war und dass die Backwaren vor 5:45 Uhr nicht ausgeliefert werden durften.
Auf Verfassungsbeschwerde eines Bäckermeisters entschied das Bundesverfassungsgericht im Jahr 1968, die Einschränkung der Berufsfreiheit durch das Nachtbackverbot sei verfassungsgemäß. 1976 bestätigte das Bundesverfassungsgericht erneut die Rechtmäßigkeit der Regelung.

### DDR bis 1990
In der DDR gab es kein Nachtbackverbot, es wurde nachts ohne Einschränkungen gebacken. So kam es dazu, dass 1968 der aus Hannover stammende Unternehmer Hans-Joachim Ermeler mit der Ost-Berliner Firma Intrac, einer Firma des Bereichs „Kommerzielle Koordinierung“, über die Lieferung von 60.000 Brötchen pro Nacht verhandelte. Mit dieser Umgehung des bundesdeutschen Nachtbackverbots war ein Jahresumsatz von ca. 1 Mio. „Westmark“ verbunden und so ließ Intrac mitteilen, dass eine Kooperation möglich sei. Man einigte sich schließlich auf eine Lieferung von 15.000 Brötchen pro Nacht, die im Raum Magdeburg gebacken wurden.

### Deutschland seit 1990
Mit der Änderung des Ladenschlussgesetzes zum 1. November 1996 wurde auch die Arbeit in Bäckereien und Konditoreien neu geregelt. Hier gelten seitdem, wie für alle anderen Betriebe in Deutschland auch, die Bestimmungen des Arbeitszeitgesetzes, in dem auch die Nachtarbeit geregelt ist. Das Nachtbackverbot wurde damit aufgehoben. Eine Ausnahme für Backbetriebe blieb jedoch bestehen: Während allgemein der Zeitraum zwischen 23:00 Uhr und 6:00 Uhr als Nachtzeit definiert ist, gilt dies dort für den Zeitraum von 22:00 Uhr bis 5:00 Uhr.

## Österreich
In Österreich galt ein Nachtbackverbot bis 1975. Die Aufhebung in jenem Jahr führte nach Auskunft des zuständigen Ministeriums zu ständiger Nachtarbeit in allen Bereichen des Backgewerbes und zudem zu einer deutlichen Verlagerung der Produktion vom Bäckerhandwerk zur Backwarenindustrie.